# وادی تنوف
 وادی تنوف  (به عربی: وادی تنوف) نام دره‌ای و روستایی است در کشور پادشاهی عمان، ویکی از (نقاط دیدنی سلطنت عمان) به‌شمار می آید. 
این دره در استان منطقه داخلیه و در شهرستان نزوی واقع می‌باشد. 
 وادی تنوف  دره‌ای زیبا که آب شیرین چون رودخانه‌ای در آن درجریان است. دره تنوف از سمت مغرب کوه حجر سرچشمه می‌گیرد و در جهت مشرق سرازیر می‌شود و در حوضچهٔ تنوف می‌ریزد. از کوه‌های مرتفع حجر عبور می‌کند و در سهل ساحلی فرو می‌رود. کوه‌هایی که در اطراف وادی تنوف واقع شده‌اند دارای قلل متضّرس ومرتفع می‌باشند ودیوارهای عظیم سنگی دارند، شیب دامنه‌های آن‌ها تند وقلل آن‌ها پوشیده از گیاه و درخت سمر وجنگل‌های کوهستانی است. 
در بطن وادی باغ‌های نخل خرما وجود دارد.
همچنین پرندگان کوهستانی مختلفی در این وادی زندگی می‌کنند.